# Üveges Katalin
Üveges Katalin (Orosháza, 1989. június 3. –) középpályás labdarúgó, valamint futsaljátékos és edző.

## Pályafutása

### Nagypályás labdarúgás
2003-ban a Gádoros SE csapatában kezdte a labdarúgást. 2004 és 2010 között  az Algyői SK, a Szegedi Amazonok, a Kiskunfélegyházi Honvéd és az FC Fortuna csapataiban szerepelt. 2011 tavaszán a Taksony SE labdarúgója volt. Tagja volt a 2010–11-es idényben bajnoki bronzérmet szerzett csapatnak. 2011 nyarától az újonnan alakult Astra Hungary FC játékosa lett. A 2011–12-es idény után abbahagyta a nagypályás labdarúgást, és futsalozni kezdett.

### Futsal
Játszott Olaszországban a Ternana Futsal csapatában. Aktív pályafutása után edző lett a Debreceni EAC női futsal csapatánál. 2011-ben a Magyar Labdarúgó-szövetség az év női futsal edzőjének választotta meg.

## Sikerei, díjai
- Magyar bajnokság
  - 3.: 2010–11, 2011–12
- Magyar kupa
  - győztes: 2012[2]
- MLSZ év női futsal edzője: 2011[1]